# Carinefferia subcuprea
Carinefferia subcuprea là một loài ruồi trong họ Asilidae. Carinefferia subcuprea được Schaeffer miêu tả năm 1916. Loài này phân bố ở vùng Tân Bắc giới.